# Майков, Александр Глебович
Александр Глебович Майков (17 октября 1902, д. Майково, Томская губерния, Российская империя 1977, СССР) — советский военачальник, полковник (1943).

## Биография
Родился 17 октября 1902 года в деревне Майково, ныне Молчановского района Томской области. Русский.

### Военная служба

#### Межвоенные годы
1 мая 1924 года Майков был призван в РККА и зачислен курсантом в полковую школу 107-го стрелкового полка 36-й стрелковой дивизии, после окончания с декабря служил в том же полку командиром отделения и помощником командира взвода. 10 октября 1927 года переведен старшиной роты в 106-й стрелковый полк. С августа 1928 года по сентябрь 1929 года учился на Иркутских курсах подготовки командиров пехоты, затем командовал взводом и ротой в 92-м стрелковом полку 31-й стрелковой дивизии в Сталинграде. Член ВКП(б) с 1931 года. С 6 февраля по 31 марта 1933 года находился на курсах «Выстрел». 21 января 1934 года полк был переименован в 8-й отдельный стрелковый и убыл на Дальний Восток в состав Сучанского укрепленного района Тихоокеанского флота. В его составе  Майков проходил службу командиром учебной роты, врид командира и начальником штаба батальона, вновь командиром учебной роты. С 29 ноября 1937 года по 6 сентября 1938 года вновь находился на учебе на курсах «Выстрел» (по общевойсковому отделу), после возвращения в полк назначен командиром учебного батальона. С декабря 1938 года исполнял должность начальника школы младшего начсостава 299-го горнострелкового полка 4-й стрелковой бригады 1-й Отдельной Краснознаменной армии, с июля 1939 года — помощником командира полка по строевой части (г. Сучан Приморского края). В ноябре 1940 года переведен в МВО заместителем командира по строевой части 771-го стрелкового полка (г. Горький).

#### Великая Отечественная война
27 июня 1941 года  капитан  Майков  назначен командиром 7-го запасного стрелкового полка в городе  Горький. В августе — октябре состоял в резерве отдела кадров округа, затем был назначен заместителем командира 95-го запасного стрелкового полка в городе Ефремов. В ноябре на базе полка был сформирован еще один запасной стрелковый полк, после чего оба встали на оборону города  Ефремов. В начале декабря эти полки были отведены на учебу в городе Чебоксары, а майор  Майков назначен командиром отдельного стрелкового батальона формировавшейся в городе Сарапул 113-й отдельной стрелковой бригады.  В апреле она была направлена на Северный Кавказ и получила задачу оборонять морское побережье в районе города Анапа. Летом бригаду перебросили под город Армавир в 9-ю армию Южного фронта, где она вступила в тяжелые оборонительные бои. Здесь 4 августа Майков был тяжело ранен и эвакуирован в госпиталь в городе Кутаиси. 
После выздоровления в октябре 1942 года назначен командиром 276-го стрелкового полка 77-й Азербайджанской горнострелковой Краснознаменной дивизии им. С. Орджоникидзе, входившей в 58-ю армию Северной группы войск Закавказского фронта. С февраля 1943 года назначен заместителем командира 62-й отдельной морской стрелковой Краснознаменной бригады 56-й армии Черноморской группы войск Северо-Кавказского фронта и участвовал с ней в Краснодарской наступательной операции,  в наступлении через плавни в направлении станице Черноерковская и в боях под станицей Крымская.  
В июне 1943 года на базе этой 62-й морской и 60-й стрелковой бригад была сформирована 257-я стрелковая дивизия  (до 6 июля — 1-я стрелковая), а  подполковник  Майков назначен в ней заместителем командира. С 8 июля она в составе той же 56-й армии заняла оборону в районе станицы Крымская. В конце августа дивизия была включена в 51-ю армию и участвовала в Донбасской и Мелитопольской наступательных операциях. В боях под Мелитополем 17 октября  Майков вновь был ранен. В ночь на 2 ноября 1943 года части дивизии вброд форсировали Сиваш и заняли оборону на его южном берегу, затем вели бои по удержанию захваченного плацдарма. В конце марта 1944 года полковник  Майков вступил в командование этой же дивизией и в этой должности воевал до конца войны. С 8 по 11 апреля ее части принимали участие в Крымской наступательной операции, в прорыве обороны немцев на Сиваше и освобождении города Севастополь. За отличия в боях при прорыве сильно укрепленной обороны противника на Перекопском перешейке и в озерных дефиле на южном побережье Сиваша приказом ВГК от 24.04.1944 она была удостоена наименования «Сивашская», а за освобождение Севастополя Указом ПВС СССР от 24.05.1944 награждена орденом Суворова 2-й ст. После завершения боев в Крыму дивизия в составе той же 51-й армии была выведена в резерв Ставки ВГК, затем передислоцирована на 1-й Прибалтийский фронт и участвовала в Белорусской, Шяуляйской, Прибалтийской и Мемельской наступательных операциях. В ходе их она принимала участие в освобождении городов Биржай и Тельшяй. С 12 октября ее части наступали по побережью Балтийского моря на Либаву. На подступах к городу они встретили ожесточенное сопротивление немцев и перешли к обороне. С ноября 1944  года по февраль 1945 года находился в госпитале по болезни, затем вновь командовал прежней дивизией. В это время она, оставаясь на тех же рубежах, находилась в подчинении 4-й ударной армии и в составе войск 1-го и 2-го (с 9 февраля) Прибалтийских, а с 1 апреля — Ленинградского фронтов принимала участие в блокаде группировки противника на Курляндском полуострове.  

#### Послевоенное время
После войны продолжал командовать той же 257-й стрелковой дивизией. В декабре 1945 года она была расформирована в городе Тамбов, а полковник  Майков в апреле 1946 года назначен командиром 88-го гвардейского стрелкового полка 33-й гвардейской стрелковой дивизии МВО в городе Ржев. С июля 1946 года в том же округе был заместителем командира 13-й отдельной гвардейской стрелковой Волновахской Краснознаменной ордена Суворова бригады. С декабря 1946 года по 5 мая 1947 года временно командовал этой бригадой. В январе 1948 года переведен в СКВО заместителем командира 18-й отдельной стрелковой Артёмовско-Берлинской Краснознаменной ордена Суворова бригады (с июня 1949 г. — в Донском ВО). 12 августа 1953 года  полковник Майков уволен в запас. Проживал в городе Сталинград (Волгоград). Умер в январе 1977 года.

## Награды
- орден Ленина (15.11.1950)[3]
- два ордена Красного Знамени (29.05.1943[4], 03.11.1944[5][3])
- орден Суворова II степени (16.05.1944)[6]
- орден Александра Невского (06.06.1945)[7]
- орден Отечественной войны I степени (08.12.1944)[8]

медали в том числе:
- - «За боевые заслуги»[7]
  - «За оборону Кавказа»[7]
  - «За победу над Германией в Великой Отечественной войне 1941—1945 гг.»

Приказы (благодарности) Верховного Главнокомандующего в которых отмечен А. Г. Майков
- За переход в наступление из района северо-западнее и юго-западнее Шяуляй (Шавли), прорыв сильно укреплённой обороны противника и овладение важными опорными пунктами обороны немцев Тельшяй, Плунгяны, Мажейкяй, Тришкяй, Тиркшляй, Седа, Ворни, Кельмы. 8 октября 1944 года № 193.

Других государств
- Офицер ордена «Легион почёта» (США -1944)[7]
- орден «За боевые заслуги» (США, 1944)